# Ephydatia japonica
Ephydatia japonica är en svampdjursart som först beskrevs av Franz Martin Hilgendorf 1882.  Ephydatia japonica ingår i släktet Ephydatia och familjen Spongillidae. Inga underarter finns listade i Catalogue of Life.